# 碳酸铒
碳酸铒是一种无机化合物，化学式为Er2(CO3)3。

## 制备
碳酸铒可由碳酸氢铵沉淀法制备。

## 化学性质
碳酸铒可溶于酸，放出二氧化碳：
Er2(CO3)3 + 6 H+ → 2 Er3+ + 3 H2O + 3 CO2↑
碳酸铒在高温下分解，生成氧化铒：
Er2(CO3)3 → Er2O3 + 3 CO2↑